# Ferris Wheel
A Ferris Wheel, vagyis az Ifj. George Washington Gale Ferris által tervezett és épített óriáskerék a világ első óriáskereke volt, mely 1893-ban nyitotta meg kapuit a chicagói Világkiállításon.

## Története
Az eredeti óriáskereket (Ferris Wheel vagy Chicago Wheel) 1893. június 21-én nyitották meg a nagyközönség előtt a  chicagói Világkiállításon. Az építmény a 324 méter magas Eiffel-torony riválisaként a rendezvény legnagyobb attrakciója volt 80,4 méteres magasságával.
Tervezője és építője Ifj. George Washington Gale Ferris, a Rensselaer Polytechnic Institute végzőse. Karrierjét a vasútiparban kezdte, ő alapította Pittsburghben a G.W.G. Ferris & Co. társaságot, mely vasúti sínek és hidak építéséhez tesztelt és ellenőrzött fém anyagokat.
A kerék egy 71 tonnás, 45,5 láb hosszú tengelyen forgott, amely abban az időben a világ legnagyobb üreges kovácsoltvas csőtengelye volt és amelyet a pittsburghi Bethlehem Iron Company készített. A kerék több mint 40 ezer kilogrammos volt, melyből a két 4,8 méteres átmérőjű öntöttvas támasztórúd volt 24 ezer kg. Meghajtásáról egy ezer lóerős gőzgép gondoskodott.
Harminchat kocsijában 40-40 szék volt, kocsinként több mint hatvan embert fogadott magába, így összesen akár 2160 utasa lehetett egyszerre. A kerék húsz perc alatt tett meg egy kört és két fordulatot tett egy menet alatt. Eközben egy szakaszán hatszor megállt, amikor az utasok ki- és beszállhattak, majd egy kilencperces megállás nélküli szakasz következett. A belépőjegy ötven cent volt az összesen húsz perces menetért.
Ferris óriáskereke azonnali sikert aratott, ahogy megnyitott a kiállítás. Becslések szerint 1-1,5 millió látogatót vonzott. A kiállítás vége után Ferris az állította, hogy az óriáskereke által hozott közel 750 ezer dolláros profitból származó jogos jussuktól a vezetőség megfosztotta őt is és a befektetőket is. Az ezt követő két évet Ferris pereskedéssel töltötte.
A rendezvény októberi befejeződése után az óriáskereket 1894 áprilisában bezárták, szétszerelték és a következő évig raktárban feküdt. Akkor ismét felépítették a Lincoln Park közelében egy exkluzív negyed mellett. Emiatt egy helyi lakos, William D. Boyce fellépett a helyi bíróságon a kerék tulajdonosaival szemben, ám sikertelenül követelte annak lebontását. Ezután 1903-ig működött a kerék azon a helyen, majd lebontották és vonattal St. Louisba szállították az 1904-es Világkiállításra. Végül 1906. május 11-én robbantásos technikával végleg lebontották.